# Jugoslaviska förstaligan i fotboll 1985/1986
Jugoslaviska förstaligan i fotboll 1985/1986 kom att kännetecknas av den stora skandal som rådde under omgång 34.
Efter sista omgången kröntes FK Partizan som mästare på grund av bättre målskillnad än Röda stjärnan. Dock beslutade sig jugoslaviska fotbollsförbundets ordförande Slavko Šajber den 20 juni 1986, efter hård press och tryck från allmänheten, att vida följande åtgärder:
- Spela om hela omgång 34.
- Ta bort 6 poäng var från de klubbar som misstänktes vara inblandade i uppgjorda matcher, så att de fick inleda säsongen 1986/1987 med sex minuspoäng.

Alla klubbar gick med på omspel utom FK Partizan, vilka dömdes som förlorare med 0-3, och i stället miste laget titeln till Röda stjärnan, som i stället fick representera Jugoslavien i Europacupen 1986/1987.
Nu följde en serie överklaganden och rättstvister som gick ända upp till Jugoslaviens författningsdomstol. SR Serbiens arbetsdomstol meddelade sitt utslag den 29 juli 1987, då säsongen 1986/1987 såväl inletts som avslutats, med FK Vardar som segrare sedan 12 lag alla fick påbörja säsongen med 6 minuspoäng.
Domstolsutslaget visade dock att inga misstag begåtts, och FK Partizan tilldömdes återigen ligatiteln för säsongen 1986/1987. Man underkände också sexpoängavdraget för säsongen 1986/1987, vars tabell räknades om så att FK Partizan blev ny mästare.
Dock representerade FK Vardar Jugoslavien i Europacupen 1987/1988.

## Tabell
| Placering | Klubb                | Spelade matcher | Vinster | Oavgjorda | Förluster | Gjorda mål | Insläppta mål | Målskillnad | Poäng |
| --------- | -------------------- | --------------- | ------- | --------- | --------- | ---------- | ------------- | ----------- | ----- |
| 1         | Partizan Belgrad     | 34              | 21      | 7         | 6         | 65         | 29            | +36         | 49    |
| 2         | Röda stjärnan        | 34              | 21      | 7         | 6         | 73         | 38            | +35         | 49    |
| 3         | Velež Mostar         | 34              | 13      | 11        | 10        | 64         | 50            | +14         | 37    |
| 4         | Hajduk Split         | 34              | 15      | 7         | 12        | 55         | 44            | +11         | 37    |
| 5         | NK Rijeka            | 34              | 12      | 13        | 9         | 42         | 31            | +11         | 37    |
| 6         | Dinamo Zagreb        | 34              | 11      | 14        | 9         | 53         | 43            | +10         | 36    |
| 7         | Željezničar Sarajevo | 34              | 15      | 5         | 14        | 58         | 63            | -5          | 35    |
| 8         | Vardar Skopje        | 34              | 14      | 6         | 14        | 52         | 59            | -7          | 34    |
| 9         | NK Osijek            | 34              | 12      | 9         | 13        | 39         | 42            | -3          | 33    |
| 10        | Sutjeska Nikšić      | 34              | 14      | 4         | 16        | 55         | 61            | -6          | 32    |
| 11        | FK Priština          | 34              | 13      | 6         | 15        | 37         | 47            | -10         | 32    |
| 12        | Sloboda Tuzla        | 34              | 11      | 9         | 14        | 47         | 59            | -12         | 31    |
| 13        | Dinamo Vinkovci      | 34              | 11      | 8         | 15        | 51         | 54            | -3          | 30    |
| 14        | Budućnost Titograd   | 34              | 13      | 4         | 17        | 47         | 52            | -5          | 30    |
| 15        | FK Sarajevo          | 34              | 11      | 8         | 15        | 41         | 46            | -5          | 30    |
| 16        | Celik Zenica         | 34              | 11      | 8         | 15        | 39         | 49            | -10         | 30    |
| 17        | OFK Beograd          | 34              | 12      | 6         | 16        | 48         | 63            | -15         | 30    |
| 18        | Voivodina Novi Sad   | 34              | 6       | 8         | 20        | 33         | 69            | -36         | 20    |
| -         | Spartak Subotica     | -               | -       | -         | -         | -          | -             | -           | -     |
| -         | Radnički Niš         | -               | -       | -         | -         | -          | -             | -           | -     |

Skyttekung: Davor Čop (Dinamo Vinkovci) - 22
Mästarna:
- FK Partizan (tränare: Nenad Bjeković)

spelare (seriematcher/seriemål):
 Fahrudin Omerović (34/0) -målvakt-
 Zvonko Varga (32/17)
 Ljubomir Radanović (32/4)
 Vladimir Vermezović (32/1)
 Admir Smajić (30/2)
 Slobodan Rojević (29/0)
 Goran Stevanović (28/3)
 Nebojša Vučićević (27/6)
 Miloš Đelmaš (26/11)
 Zvonko Živković (24/12)
 Bajro Župić (24/0)
 Milonja Đukić (23/1)
 Vlado Čapljić (21/3)
 Radoslav Nikodijević (17/0)
 Miodrag Bajović (15/0)
 Miodrag Radović (12/0)
 Milinko Pantić (9/2)
 Milorad Bajović (6/0)
 Dragan Mance (5/2) omkom 3 september 1985 i en bilolycka
 Goran Bogdanović (5/0)
 Jovica Kolb (4/1)
 Isa Sadriju (4/0)

## Kontrovers
Omgång 34 innehöll flera anmärkningsvärda resultat. Alla matcher började samtidigt denna söndag.
| Partizan     | 4-0* | Željezničar     | För att vinna ligan var Partizan piskat att besegra Željezničar med minst samma marginal som Röda stjärnan kunde slå Sarajevo med. Då båda matcher startade samtidigt, höll Partizan en ceremoni för anfallaren, som lade fotbollsskorna på hyllan föregående år, vilket betydde att, deras match mot Željezničar började 10 minuter senare än Sarajevo-Röda stjärnan. |
| FK Sarajevo  | 0-4* | Röda stjärnan   | För att vinna ligan var Röda stjärnan piskat att besegra Sarajevo med större marginal än vad Partizan kunde slå Željezničar med. Röda stjärnan vann med fyramålsmarginal. |
| FK Vojvodina | 1-7* | Dinamo Zagreb   | Vojvodina var redan matematiskt sätt nedflyttade medan Dinamo Zagreb var piskat att vinna, helst stort, för att genom bättre målskillnad komma åt tredje UEFA-cupplatsen. Matchen slutade med bortavinst, sju måls marginal. |
| Hajduk Split | 5-3* | Dinamo Vinkovci | Hajduk var piskat att vinna för att komma åt den tredje UEFA-cupmatchen, medan Dinamo Vinkovcis Davor Čop behövde göra mål för att vinna skytteligan. Hajduk vann matchen medan Dinamos Čop gjorde hattrick för förlorarlaget. |
| Sutjeska     | 5-5* | Budućnost       | Budućnost och Sutjeska behövde båda poäng för att undvika nedflyttning. Matchen slutade oavgjort. |
| Čelik        | 1-1* | NK Rijeka       | Rijeka behövde poäng i kampen om sin tredje UEFA-cupplats, medan Čelik behövde poäng för att undvika nedflyttning. Matchen slutade oavgjort. |
| NK Osijek    | 2-1  | Sloboda Tuzla   | |
| Velež        | 2-3* | OFK Beograd     | Velež hade redan säkrat en plats i UEFA-cupen medan, OFK Beograd behövde vinna för att undvika nedflyttning. Matchen slutade med bortavinst på den hemmabana där även topplagen hade svårt att vinna under säsongen. |
| FK Priština  | 0-0  | Vardar          | |

* Resultatet antogs vara uppgjort.

## Publiksiffror
| Klubb              | Hemmasnitt | Bortasnitt |
| ------------------ | ---------- | ---------- |
| Röda stjärnan      | 19,882     | 16,471     |
| FK Priština        | 15,000     | 7,353      |
| FK Partizan        | 13,765     | 16,059     |
| Čelik Zenica       | 12,412     | 4,706      |
| Dinamo Zagreb      | 12,353     | 12,647     |
| FK Vardar          | 9,941      | 5,000      |
| FK Velež           | 9,529      | 6,471      |
| Hajduk Split       | 8,882      | 15,647     |
| FK Vojvodina       | 7,294      | 6,059      |
| Budućnost Titograd | 6,059      | 6,412      |
| FK Željezničar     | 5,941      | 11,882     |
| NK Rijeka          | 5,588      | 6,412      |
| OFK Beograd        | 5,529      | 6,118      |
| FK Sarajevo        | 5,471      | 7,706      |
| Dinamo Vinkovci    | 4,176      | 6,176      |
| NK Osijek          | 4,000      | 5,706      |
| Sutjeska Nikšić    | 3,882      | 5,647      |
| Sloboda Tuzla      | 3,412      | 6,647      |

- Matchsnitt: 8 507 åskådare